# Игра в доверие
Игра в доверие (англ. Trust game) — игра на социальные дилеммы, активно используемая в исследованиях в поведенческой экономике, касающихся неэгоистического поведения. Впервые была упомянута в статье Д. Берга, Д. Дикхаута и К. Маккейба в 1995 году. Данная игра является стандартным лабораторным экспериментом для измерения величины доверия.

## Базовый дизайн
В эксперименте принимают участие два игрока: Инвестор и Заемщик. Инвестору в начале игры выдается запас денег М = 10. Инвестор может передать любую долю полученных средств x ∈ {0…10} Заемщику. Сумма, переданная Инвестором утраивается экспериментатором, после чего Заемщик может вернуть y ∈ {0…3x} Инвестору. Таким образом, выигрыш Инвестора составляет 10 — x + y, а выигрыш Заемщика равен 3x — y. Переводы Инвестора интерпретируются как проявление доверия, а переводы Заемщика — как проявление надежности.

## Социальная дилемма: равновесие и оптимум
Выигрыш каждого игрока отрицательно зависит от той величины, на которую они могут влиять (для Инвестора это перевод, для Заемщика — возврат). У Заемщика нет никаких веских поводов возвращать средства Инвестору, так как этим он только уменьшает свой выигрыш; Инвестор же, понимая данную возможную стратегию Заемщика, приобретает стимул ничего тому не отдавать. То есть, в равновесии x = y = 0. Однако максимальный выигрыш предполагает передачу Инвестором всех средств Заемщику (x = 10) и возврат Заемщиком части, большей или равной полученной (y ⩾ x).

## Результаты экспериментов
Выявляется большое разнообразие поведения. При том, что по стандартной теории взносы и возвраты равны нулю, то есть сделке не суждено состояться, на практике в среднем примерно половину своих взносов Инвесторы отдают Заемщикам, за что получают довольно большие возвраты. В среднем сумма, возвращаемая Инвестору Заемщиком, превышала первоначально отправленную сумму. Однако стоит заметить, что средняя величина возврата меньше средней величины взноса.
Таким образом, в анонимных экспериментах в большинстве случаев Инвестор предпочитает передать Заемщику ненулевую сумму; также прослеживается следующая взаимосвязь: чем выше взнос Инвестора, тем большую долю средств он получает в качестве возврата; около половины Заемщиков в благодарность за доверие ведут себя взаимозависимо — осуществляют возврат средств Инвесторам.

## Толкование результатов
Фактические результаты как Инвестора, так и Заемщика достаточно сильно отличаются от результатов, предсказываемых при стандартном экономическом предположении о чистой личной заинтересованности.

### Объяснение поведения Инвестора
Для Инвестора отклонение от предполагаемого теорией поведения может быть вызвано следующими причинами:
- «Теплое свечение» — Инвестор испытывает положительные эмоции при совершении перевода, так как понимает, что тем самым он совершает добрый поступок — улучшает благосостояние Заемщика;
- Чувство долга или чувство вины — Инвестор может подвергнуться социальному давлению и осуществить взнос не потому, что от этого он получит положительные эмоции, а потому, что хочет избежать угрызения совести за несовершенный перевод;
- Альтруизм — некоторые индивиды стремятся заботиться об общественном благе, даже если это представляет угрозу удовлетворению их собственных интересов;
- Эмпатия — готовность жертвовать своим выигрышем ради конкретного человека из-за сопереживания;
- Надежда на взаимность — Инвестор предполагает, что Заемщик воспримет взнос как проявление доверия и захочет ответить на хороший поступок таким же хорошим поступком — возвратом средств;
- Эволюция — Берг, Дикхаут и Маккейб утверждают, что эволюционные модели предсказывают возникновение доверия, потому что оно максимизирует генетическую приспособленность.[5] С каждым витком эволюции доверие у людей увеличивается, поскольку становится врожденным; со временем оно может превратиться в инстинкт и играть такую же роль при принятии решений, как и личный интерес.[5]

### Объяснение поведения Заемщика
Основной причиной совершения возвратов по предположению Берга, Дикхаута и Маккейба является то, что Заемщик видит решение Инвестора об отправке средств как проявление доверия. Понимая это, Заемщик хочет оправдать доверие и не подвести Инвестора, поэтому и осуществляет возврат. Таким образом, Заемщик увеличивает полезность, так как своим возвратом повышает благосостояние Инвестора, который изначально продемонстрировал хорошее отношение — проявил доверие.